# ALAS (raketni sustav)
ALAS (eng. Advanced Light Attack System; hrv. Napredni lagani sustav napada) srpski je raketni sustav novije proizvodnje. Sustav je razvila i dizajnirala privatna tvrtka EdePro, dok ga je ista tvrtka proizvela zajedno sa srpskom vojnom industrijom Jugoimport-SDPR, koja je financirala projekt.
ALAS predstavlja najambiciozniji razvojni projekt srpske vojne industrije u tehničko-tehnološkom smislu. Sam ALAS je protu-oklopni višenamjenski raketni sustav velikog dometa s principom upravljanja bez neposrednog vizualnog kontakta s ciljem.
Ideja o ovom raketnom sustavu proizašla je iz dugogodišnjeg iskustva u inženjeringu zrakoplovnih i raketnih sustava te se pratio i trend na području bespilotnih sustava različitih namjena.
Sustav je trenutno u pripremnoj fazi prvog leta.

## Tehničke karakteristke

### Namjena
Raketni sustav je namijenjen za djelovanje po širokom spektru neprijateljskih ciljeva, kao što su tenkovi, borbena vozila pješadije, niskoleteći helikopteri, brodovi na moru i priobalju, "poljske utvrde", mjesta komande (naredbe), infrastrukturni objekti, industrijski objekti i sl.
Međutim, ono što ALAS izdvaja od ostalih raketnih sustava je izuzetno visoka razina preciznosti, a ona je ostvarena uvođenjem TV ili IC glave za samonavođenje, koja raketu ALAS pretvara u jednu vrstu "raketnog snajpera".
Velika prednost ovog raketnog sustava je što on nije striktno vezan samo za jednu vrstu platforme. Tako je ALAS moguće instalirati na vozila s kotačima ili gusjenicama, brodove, na stacionarne lansere, pa čak i na helikoptere.
Sam raketni sustav sastoji se od navođene rakete, lansera i zapovjednog mjesta. Raketa je izvedena na aerodinamičnoj shemi "patka", a pokreće ju turbomlazni motor sa snagom potiska od 40daN. Na raketu je ugrađena TV ili IC) glava za samonavođenje.
Ovisno o udaljenosti neprijateljskog cilja, ALAS ima domet koji iznosi od 5 do max. 25 km. Također, postoji mogućnost daljnjeg povećanja dometa na 60 km.

### Navođenje
Navođenje rakete je kombinirano. Na srednjem dijelu trajektorije, navođenje se ostvaruje pomoću inercijalne platforme koja raketu vodi u očekivanu zonu u kojoj se nalazi cilj. Do te zone dolazi se na temelju podataka dobivenih od izviđačkih platformi. Nakon što raketa dođe u zonu cilja, primarni senzor postaje glava sa samonavođenjem te šalje sliku cilja do zapovjednog mjesta posredstvom optičkog kabela. Taj optički kabel odmotava se do zadnjeg dijela rakete, a propusna moć optičkog kabela je 200Mbit/s.
Slika se prenosi do zapovjednog mjesta, gdje se nakon adekvatne obrade podataka, slika prikazuje na specijaliziranom zaslonu. Na taj način se operaterima omogućava da izaberu optimalnu točku udara, ili ako taktička situacija to nalaže, preusmjeriti raketu na drugi cilj, ili pokrenuti njeno samouništenje.
Spomenuti optički kabel koristi se i za prijenos naredbi raketi. Ovo rješenje nudi niz prednosti. Jedna od njih je da se operater stalno nalazi u petlji vođenja. To znači da je čovjek, a ne stroj, finalna instanca koja odlučuje o napadu na cilj ili odustajanju od njega. Na taj način se smanjuje opasnost kolateralne štete.

### Bojna glava
Koncept bojne glave je modularnog tipa:
- kumulativna,
- tandem-kumulativna i
- razorna bojna glava.

Probojnost kumulativne bojne glave iznosi 800 mm prešanog kumulativnog oklopa, iza kutije eksplozivnog reaktivnog oklopa. Vođenje rakete s optičkim kabelom omogućuje gađanje ciljeva koji se nemogu vizualno vidjeti, tzv. "prikriveni ciljevi". Time se povećava borbena žilavost lansera i zapovjednog mjesta, zahvaljujući nemogućnosti neprijatelja da u kratkom razdoblju odredi položaj raketnog lansera.
Težina bojne glave iznosi 10 kg.

### Način lansiranja i pronalaženja cilja
Raketa se lansira pod kutom elevacije ne manjim od 60 stupnjeva, uz pomoć dva raketna motora na čvrsto gorivo, koji osiguravaju dovoljan potisak da savlada visinu ne manju od 300 metara. Kad dođe na tu visinu, raketa prelazi u vodoravni let, prilikom čega ju pokreće turbomlazni motor Mungos, sa snagom potiska od 40 daN.
Motor se nalazi u srednjem dijelu trupa rakete i napaja se zrakom iz dva usisnika. Radi se o konvencionalnom tipu motora, s:
- aksijalnim kompresorom,
- komorom za sagorijevanje i
- jednostupanjskom aksijalnom turbinom.

Turbomlazni motor Mungos osigurava max. brzinu od 180 m/sek. uz maksimalni domet od 25 kilometara.
Raketa se pomoću zadanog algoritma može programirati da leti po unaprijed određenom cilju. To se provodi na način da se unaprijed definiraju koordinate kontrolnih točaka, uz mogućnost uključivanja glave za samonavođenjem radi otkrivanja potencijalnih ciljeva. U takvim misijama, raketni sustav ALAS transformira se u izviđačko-raketni sustav koji ima izuzetnu sposobnost brzog reagiranja radi uništenja cilja.
Po dolasku u zonu očekivanog rasporeda cilja, aktivira se glava za samonavođenje koja je smještena na dvoosni širostabilnoj platformi čime je osiguran visoka razina kvalitete slike koju operater vidi na zaslonu. Za upravljanje platformom koriste se DC motori (motori istosmjerne struje) upravljani pomoću PWM signala koje generira mikrokontroler.
Kada operator izabere cilj, raketa prelazi u fazu napada, obrušavajući se na odabranu točku. Nakon realiziranog napada, ako nije kompromitiran položaj lansera, posada može započeti napad na novi cilj.
Raketni sustav ALAS opslužuju dvojica vojnika. Njihove radne pozicije su zapovjedno mjesto i lanser raketa.

## Predstavljanje u javnosti
Raketni sustav ALAS javnosti je predstavljen na najvećem svjetskom sajmu vojnog naoružanja i opreme - IDEX, koji se održavao krajem veljače 2007. u Abu Dabiju. Raketni sustav je još predstavljan u Brazilu i Beogradu.

## Korisnici

### Potencijalni korisnik
- Ujedinjeni Arapski Emirati: tijekom posjeta Srbiji, šeik Abdulah bin Zajed al Nahjan je s tamošnjim ministrom obrane Aleksandrom Vučićem potpisao ugovor o suradnji u vojnoj industriji prema kojem će UAE investirati u zajednički razvoj balističkih raketa ALAS ukupno 220 milijuna USD.[4] Također, srpski analitičari navode da je ALAS zainteresirao vojsku Ujedinjenih Arapskih Emirata zbog ekonomičnijih mjera tih projektila u usporedbi s raketnim sustavima tog tipa, pri čemu ALAS može uništiti sve postojeće modele tenkova u svijetu.[4]

## Vanjske poveznice
- Ecdlcentar.com  Arhivirana inačica izvorne stranice od 13. ožujka 2021. (Wayback Machine)
- Edepro.com[neaktivna poveznica]
- Odbrana.mov.gov.rs[neaktivna poveznica]